# Don Stannard
Pour les articles homonymes, voir Stannard.
Don Stannard est un acteur britannique né en 1916 et mort le 9 juillet 1949. Il est principalement connu pour son rôle de Dick Barton.

## Filmographie

### Cinéma
- 1938 : Hold That Kiss : Capitaine in Moving Picture (non crédité)
- 1939 : Bridal Suite : Best Man (non crédité)
- 1945 : César et Cléopâtre de Gabriel Pascal : Officier romain (non crédité)
- 1945 : Don Chicago : Ken Cressing
- 1945 : Pink String and Sealing Wax de Robert Hamer : John Bevan
- 1946 : I'll Turn to You : Roger Meredith
- 1947 : Death in High Heels : Detective Charlesworth
- 1948 : Dick Barton: Special Agent d'Alfred J. Goulding : Dick Barton
- 1949 : Dick Barton Strikes Back de Godfrey Grayson : Dick Barton
- 1949 : The Temptress : Derek Clifford
- 1950 : Dick Barton At Bay de Godfrey Grayson : Dick Barton